# Reggae Fest
El Reggae Fest es un festival de reggae que se realiza anualmente en el Rakiura Resort, ubicado en la ciudad de Luque, Paraguay. La primera edición tuvo lugar el 27 de septiembre de 2009, frente a un público de 10 000 asistentes. La segunda edición tuvo lugar el 26 de septiembre de 2010 en el mismo lugar con una asistencia de 9000 personas.

## Reggae Fest I
Bandas Participantes:
- The Wailers
- Fidel Nadal
- Matamba
- Pipa para Tabaco
- Cultura Nativa

## Reggae Fest II
Bandas Participantes:
- Ese Ka’a
- Nonpalidece
- Skatalites
- Matamba
- No Te Va Gustar